# Hugo II. (Zeitz)
Hugo II. († um 1002) war von 991 bis 1002 der dritte Bischof des Bistums Zeitz.

## Leben
Über Hugos Herkunft ist nichts bekannt, vermutlich 991 wird er vom Magdeburger Erzbischof Giselher für das Amt des Bischofs von Zeitz ordiniert. So weilte er zu den Weihefeiern des Doms am 16. Oktober 992 in Halberstadt. Dort war auch sein Gönner König Otto III. anwesend, der ihm für seine unermüdlichen Dienste bei der Erschließung der slawischen Gebiete für das deutsche Reich, am 31. März 995 mit dem Rest des slawischen Gaus Ponzowa (auch: Puozowa), dem einstigen Burgward Krossen beschenkte.
Im Juli nimmt er mit Bernward von Hildesheim an einer Diozösensynode in Hildesheim teil, begleitet den Kaiser 1000 auf seinem Zug nach Gnesen, nimmt in Rom am 13. Januar 1001 und in Todi am 27. Dezember 1001 an den vom Kaiser einberufenen Synoden teil. Letztmals taucht Hugo II. am 25. Juli 1002 in Merseburg bei der Huldigung von Heinrich II. zum ostfränkischen König auf, da sein Nachfolger Hildeward seit 1003 nachweisbar ist, ist anzunehmen, dass er wohl 1002 verstarb.
Der am 11. Januar 1002 in einer in Paterna ausgestellten Urkunde Kaiser Ottos III. genannte Kapellan Hugo wird von der neueren Forschung nicht für den Bischof von Zeitz gehalten, sondern für den gleichnamigen Kanzler Heinrichs II. für Italien und späteren Bischof von Parma, auch wenn diese Identität nicht wirklich sicher ist.